# Bonte klompvoetkikker
De bonte klompvoetkikker of gouden klompvoetkikker (Atelopus zeteki) is een kikker uit de familie padden (Bufonidae). De soort werd voor het eerst wetenschappelijk beschreven door Emmett Reid Dunn in 1933.
De soort komt alleen voor in Panama. De bonte klompvoetkikker werd voorheen beschouwd als ondersoort van de harlekijnkikker (Atelopus varius).

## Kenmerken
De huid is feelgeel en oranje, soms met zwarte vlekken. De lichaamslengte bedraagt 3,5 tot 6 cm.

## Leefwijze
De huid van deze in hoofdzaak terrestrische kikker bevat de gifstoffen, waarbij de opvallend gekleurde huid waarschuwend werkt voor de giftigheid. Deze kikker speelt een belangrijke rol in de lokale cultuur. 

### Paargedrag
Paren doet hij in de regentijd. Het vrouwelijke kikkertje draagt soms het mannetje wel een maand op haar rug alvorens eieren te leggen.

## Verspreiding en leefgebied
De bonte klompvoetkikker komt van nature alleen voor in de Valle de Antón, een vallei in een uitgedoofde vulkaan in het westelijke deel van Panama.

## Bedreiging en bescherming
Verlies van leefgebied en vangst voor handel in exotische dieren vormden aanvankelijk de grootste bedreigingen voor de bonte klompvoetkikker. Sinds het einde van de jaren negentig van de twintigste eeuw vormt de schimmelsinfectie chytridiomycose de voornaamste bedreiging.
In het wild is de bonte klompvoetkikker inmiddels mogelijk uitgestorven; het dier is sinds 2007 niet meer in het wild gezien.
De soort wordt door de IUCN geclassificeerd als kritiek. Om de bonte klompvoetkikker voor uitsterven te behoeden werd een fokprogramma opgezet in gevangenschap. De soort wordt inmiddels succesvol gehouden in El Valle Amphibian Conservation Center en diverse dierentuinen in de Verenigde Staten.
Om extra aandacht te krijgen voor de bedreiging van de bonte klompvoetkikker en de inheemse amfibieën in het algemeen riep de Panamese regering in 2010 14 augustus uit tot Nationale Goudkikkerdag.